# Ou Hongyi
Pour les articles homonymes, voir Ou.
Dans ce nom chinois, le nom de famille, Ou, précède le nom personnel.
Ou Hongyi (chinois simplifié : 欧泓奕 ; chinois traditionnel : 歐泓奕 ; pinyin : Ōu Hóngyì), aussi nommée Howey Ou en anglais, né le 11 décembre 2002, est une militante écologiste chinoise qui organise la grève scolaire pour le climat à Guilin, dans le sud de la Chine.

## Biographie
En mai 2019, alors âgée de 16 ans, Ou Hongyi a été la première à relayer le mouvement des grèves scolaires pour le climat en Chine, en s’installant six jours devant le siège du gouvernement de la ville de Guilin,. Greta Thunberg a déclaré qu'elle était une « véritable héroïne ». Les autorités l'ont ensuite forcée à quitter les lieux, lui ont demandé de ne pas réaliser d'interviews avec les médias étrangers et lui ont interdit de retourner à l'école tant qu'elle milite en faveur du climat.
En septembre 2019, elle a organisé une campagne « Planter pour survivre ». Avec son argent de poche, elle a acheté des arbres et les a plantés autour de Guilin.
En 2019, le groupe de jeunes activistes Earth Uprising l'a désignée pour participer au sommet d'action climatique de l'ONU de 2019 à New York,.
Howey reste en contact avec le militant écologiste Zhao Jiaxin. Après qu'elle et trois autres militants aient été détenus après une manifestation silencieuse devant le Shanghai Exhibition Center en septembre 2020, elle a été qualifiée d'« incroyablement courageuse » par Greta Thunberg.

### Suisse
En mars 2021, Howey Ou vient en Suisse et soutient la ZAD de la colline du Mormont. Le 30 mars, durant l'évacuation de la ZAD, elle a été arrêtée par la police alors qu'elle tentait de rejoindre pacifiquement le centre de la ZAD, elle est détenue 34 heures au commissariat de police. En avril et mai 2021, elle mène trois grèves de la faim (de trois, sept, puis douze jours, soit 22 jours de privation au total ; à la Place de la Palud, puis à la Place du 14-Juin  de Lausanne), en protestation contre la sentence élevée de 60 jours de prison ferme et 1 200 francs suisse d'amende prononcées contre les personnes protégeant la colline du Mormont,,.